# 정의윤
정의윤(鄭義潤, 1986년 7월 25일 ~ )은 전 KBO 리그 SSG 랜더스의 외야수, 지명타자이다. 그의 아버지는 전 KBO 리그 롯데 자이언츠의 포수였던 정인교이다.

## 아마추어 시절
부산고등학교 야구부로 활동했다.

## LG 트윈스시절
2005년에 2차 1라운드로 지명을 받아 입단하였다. 상무 야구단 입대 전까지 3년 동안 17홈런을 기록했다.

## 상무 야구단시절
2008년에 입단하였다.

## LG 트윈스복귀
2010년에 복귀했다. 2014년 7월 9일 두산과의 연장전에서 끝내기 안타를 쳐 내 팀의 승리를 이끌었다.

## SK 와이번스&SSG 랜더스시절
2015년 7월 24일 당시 LG 트윈스 소속이었던 그와 신재웅, 신동훈, SK 와이번스 소속이었던 진해수, 임훈, 여건욱과 3:3 트레이드를 통해 이적하였다.
이적 후 데뷔 첫 3할 타율을 기록했다. 2015년 시즌에 데뷔 첫 두 자릿 수 홈런을 기록했고, 2016년 시즌에 데뷔 후 가장 많은 경기이자 전 경기인 144경기에 출전해 3할대 타율, 27홈런, 100타점을 기록했다. 2016년 시즌에 데뷔 첫 세 자릿 수 타점을 기록했다.
2017년 시즌 112경기에 출전해 3할대 타율, 15홈런, 45타점을 기록했다. 2021년 10월 31일에 방출됐다.

## 에피소드
- 야구 팬들 사이에서 '오거정'(오승환 거르고 그)이라고 불린다. 이는 2005년 KBO 리그 신인 드래프트에서 3번째로 지명권이 있던 LG 트윈스가 1라운드 지명에서 오승환을 지명하지 않고 그를 지명한 것을 말한다. 삼성 라이온즈가 오승환을 지명하고 다음 지명권이 있던 KIA 타이거즈가 윤석민을 지명했고 윤석민 또한 우수한 투수로 성장해 '윤거정'이라는 말도 있다. 이와 비슷한 사례는 '류현진 거르고 이재원', '류현진 거르고 나승현'이 있다.
- 2010년 LG 트윈스 플로리다 마무리 훈련 당시 인스트럭터였던 켄 그리피 시니어는 그의 타격 모습을 보며 "그를 보면 마치 젊은 시절 호세 칸세코를 연상케 한다".라는 소감을 전했다.[4]
- 2011년 LG 트윈스의 스프링캠프 당시 요미우리 자이언츠 4번 타자 출신인 기요하라 가즈히로는 그의 프리 배팅을 보면서 "정말로 후보 선수란 말인가? 믿겨지지 않는다."라는 이야기를 하기도 했다.[5]

## 출신 학교
- 부산 신곡초등학교 (부산마린스리틀)
- 부산 대천중학교
- 부산고등학교

## 통산 기록
| 연도 | 팀명   | 타율  | 경기 | 타수 | 득점 | 안타 | 2루타 | 3루타 | 홈런 | 루타 | 타점 | 도루 | 도실 | 볼넷 | 사구 | 삼진 | 병살 | 실책 |
| ---- | ------ | ----- | ---- | ---- | ---- | ---- | ----- | ----- | ---- | ---- | ---- | ---- | ---- | ---- | ---- | ---- | ---- | ---- |
| 2005 | LG     | 0.242 | 106  | 314  | 41   | 76   | 10    | 3     | 8    | 116  | 42   | 3    | 1    | 17   | 4    | 69   | 6    | 5    |
| 2006 | LG     | 0.259 | 82   | 239  | 28   | 62   | 8     | 1     | 6    | 90   | 26   | 1    | 0    | 13   | 5    | 39   | 7    | 3    |
| 2007 | LG     | 0.280 | 88   | 193  | 22   | 54   | 8     | 1     | 3    | 73   | 20   | 2    | 2    | 11   | 0    | 22   | 7    | 4    |
| 2008 | LG     | 0.192 | 38   | 78   | 8    | 15   | 1     | 0     | 0    | 16   | 3    | 0    | 0    | 8    | 3    | 13   | 3    | 1    |
| 2011 | LG     | 0.256 | 93   | 242  | 13   | 62   | 9     | 0     | 0    | 71   | 23   | 3    | 2    | 17   | 4    | 32   | 7    | 4    |
| 2012 | LG     | 0.283 | 81   | 233  | 19   | 66   | 18    | 1     | 2    | 92   | 27   | 2    | 2    | 13   | 3    | 34   | 4    | 3    |
| 2013 | LG     | 0.272 | 116  | 367  | 42   | 100  | 15    | 5     | 5    | 140  | 47   | 5    | 4    | 26   | 8    | 45   | 10   | 1    |
| 2014 | LG     | 0.264 | 97   | 261  | 29   | 69   | 14    | 0     | 7    | 104  | 38   | 5    | 4    | 21   | 5    | 40   | 9    | 1    |
| 2015 | SK     | 0.320 | 91   | 259  | 38   | 83   | 14    | 0     | 14   | 139  | 51   | 5    | 0    | 26   | 9    | 46   | 6    | 1    |
| 2016 | SK     | 0.311 | 144  | 576  | 68   | 179  | 32    | 1     | 27   | 294  | 100  | 2    | 3    | 25   | 10   | 76   | 15   | 5    |
| 2017 | SK     | 0.321 | 112  | 349  | 44   | 112  | 16    | 0     | 15   | 173  | 45   | 0    | 1    | 19   | 9    | 61   | 11   | 0    |
| 2018 | SK     | 0.272 | 73   | 217  | 27   | 59   | 9     | 0     | 11   | 101  | 38   | 1    | 1    | 19   | 2    | 29   | 8    | 1    |
| 2019 | SK     | 0.282 | 110  | 380  | 44   | 107  | 24    | 0     | 13   | 170  | 59   | 0    | 0    | 30   | 6    | 60   | 9    | 1    |
| 2020 | SK     | 0.241 | 76   | 187  | 13   | 45   | 5     | 1     | 1    | 55   | 20   | 0    | 1    | 12   | 1    | 38   | 7    | 0    |
| 2021 | SSG    | 0.230 | 62   | 165  | 21   | 38   | 2     | 0     | 7    | 61   | 24   | 0    | 0    | 11   | 0    | 37   | 5    | 0    |
| 통산 | 15시즌 | 0.278 | 1369 | 4060 | 457  | 1127 | 185   | 13    | 119  | 1695 | 563  | 29   | 21   | 268  | 69   | 641  | 114  | 30   |